# Paul Ehrlich
Paul Ehrlich (wym. [paʊ̯l ˈeːɐ.̯lɪç] ( odsłuchaj); ur. 14 marca 1854 w Strehlen (obecnie pol. Strzelin), zm. 20 sierpnia 1915 w Bad Homburg) – niemiecki chemik i bakteriolog. Odkrywca salwarsanu – pierwszego w miarę skutecznego lekarstwa przeciwko kile stosowanego przed wynalezieniem antybiotyków. Uważany jest za twórcę podstaw chemioterapii. Laureat Nagrody Nobla w dziedzinie fizjologii lub medycyny za rok 1908.

## Życiorys

### Rodzina

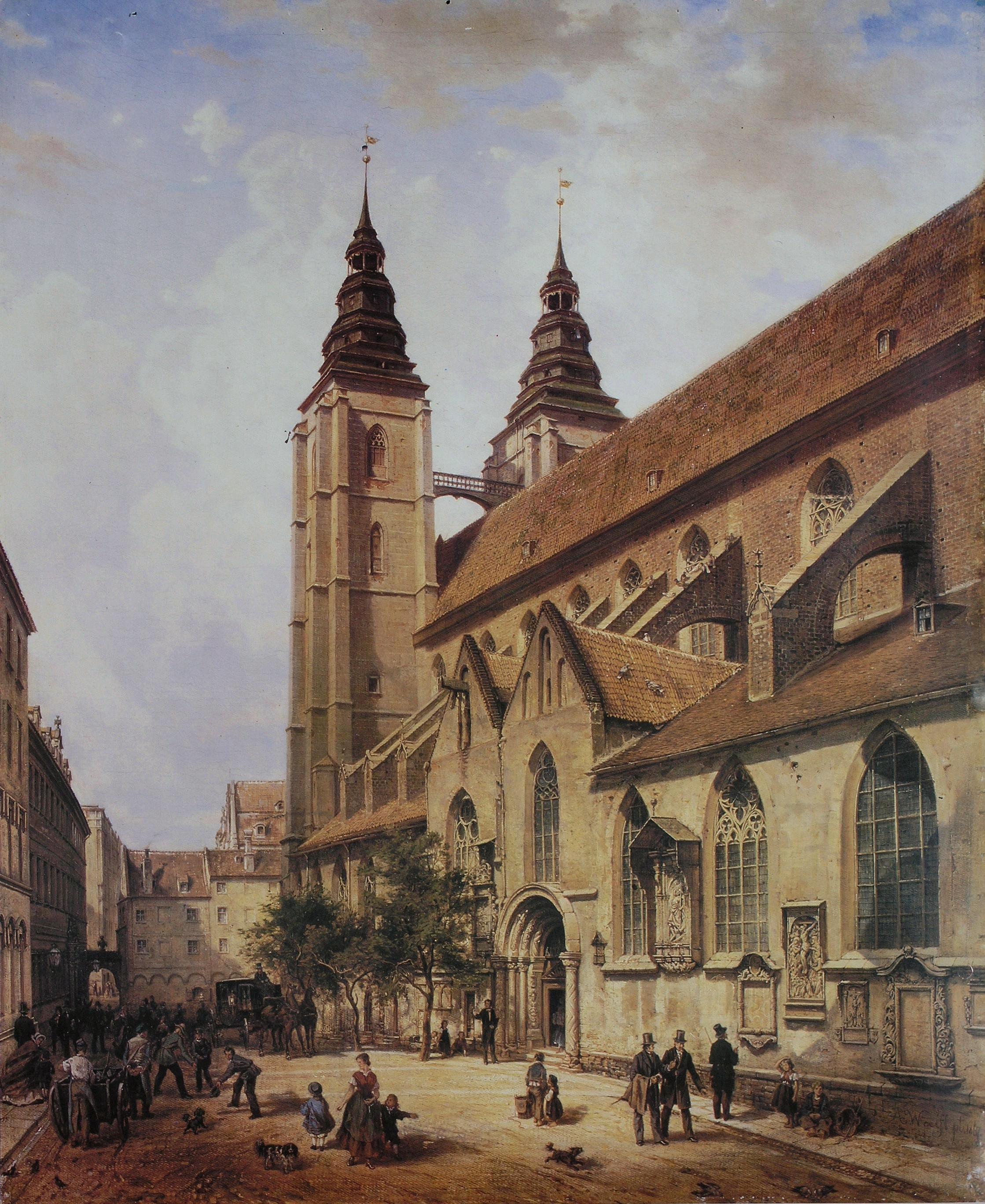
Katedra św. Marii Magdaleny we Wrocławiu, przy której znajdowało się gimnazjum, do którego uczęszczał Ehrlich

Paul Ehrlich urodził się w żydowskiej rodzinie jako drugie dziecko. Jego ojciec, Ismar Ehrlich, był żonaty z Rosą z domu Weigert, był producentem napojów alkoholowych i agentem loteryjnym w Strzelinie na Dolnym Śląsku. Jego dziadek, Heymann Ehrlich, był zamożnym gorzelnikiem i dzierżawcą. Ismar Ehrlich stał na czele gminy żydowskiej. Paul Ehrlich nie przeszedł na protestantyzm – do czego wielu jego żydowskich przyjaciół czuło się zmuszonych ze względów zawodowych – jednak niezbyt przejmował się żydowskimi zwyczajami i przepisami. Kuzynem Ehrlicha ze strony matki był patolog z Wrocławia Carl Weigert, który pokazał mu techniki barwienia komórek za pomocą substancji chemicznych, co pozwalało prowadzić obserwacje mikroskopowe.

### Edukacja
Po ukończeniu szkoły podstawowej w Strzelinie Paul Ehrlich uczęszczał w latach 1864–1872 do gimnazjum św. Marii Magdaleny we Wrocławiu, gdzie poznał Alberta Neissera. Nie odbył służby wojskowej. Studiował medycynę na Uniwersytecie Wrocławskim i Uniwersytecie w Strasburgu od 1872 roku z krótkim pobytem na Uniwersytecie we Fryburgu Bryzgowijskim. Stopień doktora medycyny uzyskał na Uniwersytecie w Lipsku (gdzie przeniósł się jego promotor Julius Friedrich Cohnheim) w 1878 roku, przedstawiając rozprawę dotyczącą teorii i praktyki wykorzystania barwników anilinowych do barwienia tkanek zwierzęcych.

### Berlin i Prudnik

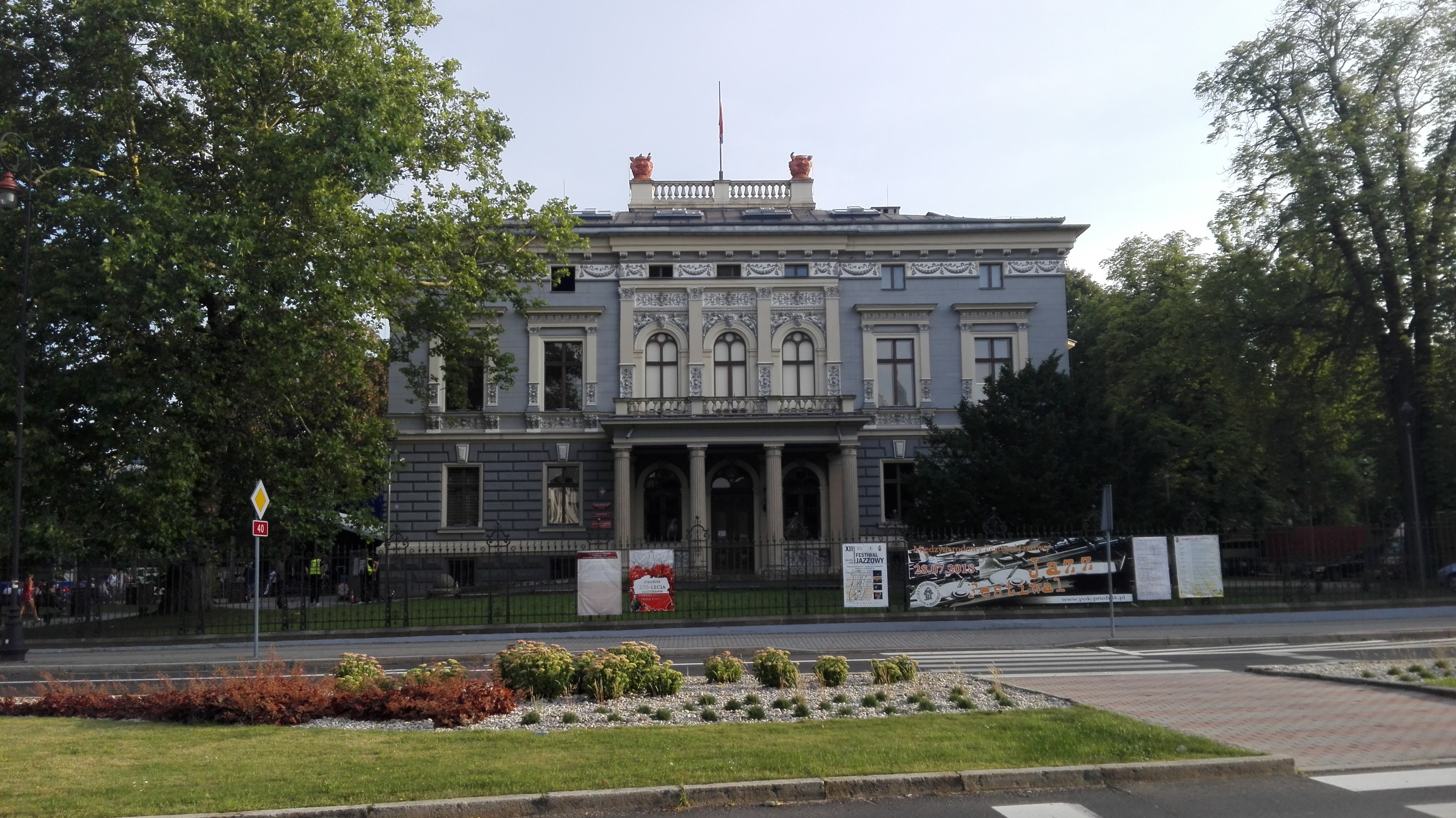
Willa rodziny Fränkel w Prudniku

Po ukończeniu studiów pracował jako asystent i starszy lekarz pod kierunkiem Friedricha Theodora von Frerichsa – twórcy eksperymentalnej medycyny klinicznej – w szpitalu Charité w Berlinie. W tym czasie skupiał się na histologii, hematologii i chemii barwników. W 1882 otrzymał tytuł profesora. Kontynuując badania nad barwieniem tkanek, wyodrębnił komórki zasadochłonne, kwasochłonne i obojętnochłonne. Jego badania nad składnikami krwi stały się podstawą hematologii. Rozwinął także technikę wykrywania prątków gruźlicy, odkrytych w tym czasie przez Roberta Kocha. Sposób postępowania zaproponowany przez Ehrlicha, a następnie zmodyfikowany przez Franza Ziehla (1859–1926) i Friedricha Neelsena (1854–1898) jest używany także obecnie jako metoda Ziehla-Neelsena. Pracując nad zastosowaniem barwników, Ehrlich odkrył działanie błękitu metylenowego w leczeniu chorób nerwowych. Badał też reakcje chemiczne zachodzące w moczu osób chorych na dur brzuszny, testując leki eliminujące lub zmniejszające chorobę.
14 sierpnia 1883 w synagodze w Prudniku ożenił się z Hedwig Pinkus. Ojciec Hedwig, Josef Pinkus, który odziedziczył po teściu Samuelu Fränklu zakład włókienniczy w Prudniku (późniejszy „Frotex”), sfinansował Ehrlichowi urządzenie nowoczesnego laboratorium. Bratem Hedwig był Max Pinkus, prudnicki przedsiębiorca, bibliofil i mecenas sztuki. Ehrlich zamieszkał w Prudniku, w willi rodziny Fränkel przy obecnej ul. Kościuszki. Swoją żonę traktował jako równorzędną partnerkę. Później opowiadał się także za podwyżką płac dla pracownic w swoim instytucie, ponieważ uważał, że płaci im się za mało w porównaniu z pracującymi tam mężczyznami. W 1884 roku małżeństwu urodziła się córka Stefanie, a w 1886 druga córka Marianne. Posag z małżeństwa uwolnił Ehrlicha od kłopotów finansowych, dzięki czemu mógł on również pokonać okres bezrobocia. Znajomi Ehrlicha opisywali go jako skromnego w życiu osobistym, a jego jedyną słabością były cygara.
W roku 1885 opublikował pracę Das Sauerstoff-Bedürfniss des Organismus, w której sformułował tezę, że zużycie tlenu jest zależne od rodzaju tkanki oraz że jest to miernik intensywności procesów życiowych komórek. W 1887 roku został zatrudniony jako Privatdozent na Wydziale Medycyny Uniwersytetu w Berlinie. Ehrlich popadł w kryzys zawodowy, ponieważ nie dogadywał się z następcą Frerichsa, Carlem Gerhardtem, a także zachorował na gruźlicę, którą wyleczył w Egipcie. W 1889 stracił pracę i założył prywatną praktykę oraz małe laboratorium w Berlinie. W 1890 został mianowany adiunktem na Uniwersytecie Fryderyka-Wilhelma. W 1891 roku Robert Koch sprowadził go do swojego Instytutu Chorób Zakaźnych, gdzie skoncentrował się na tematyce badawczej dotyczącej odporności. Opracował m.in. tzw. teorię łańcuchów bocznych, opisującą sposób, w jaki powstają przeciwciała i jak reagują one z innymi substancjami. Na potrzeby nowego obszaru pracy w 1896 w Steglitz koło Berlina utworzono Instytut Badań i Testów Serum, którego dyrektorem został Ehrlich. W tym samym roku Ehrlich został również powołany do „Tajnej Rady Lekarskiej”.

### Frankfurt

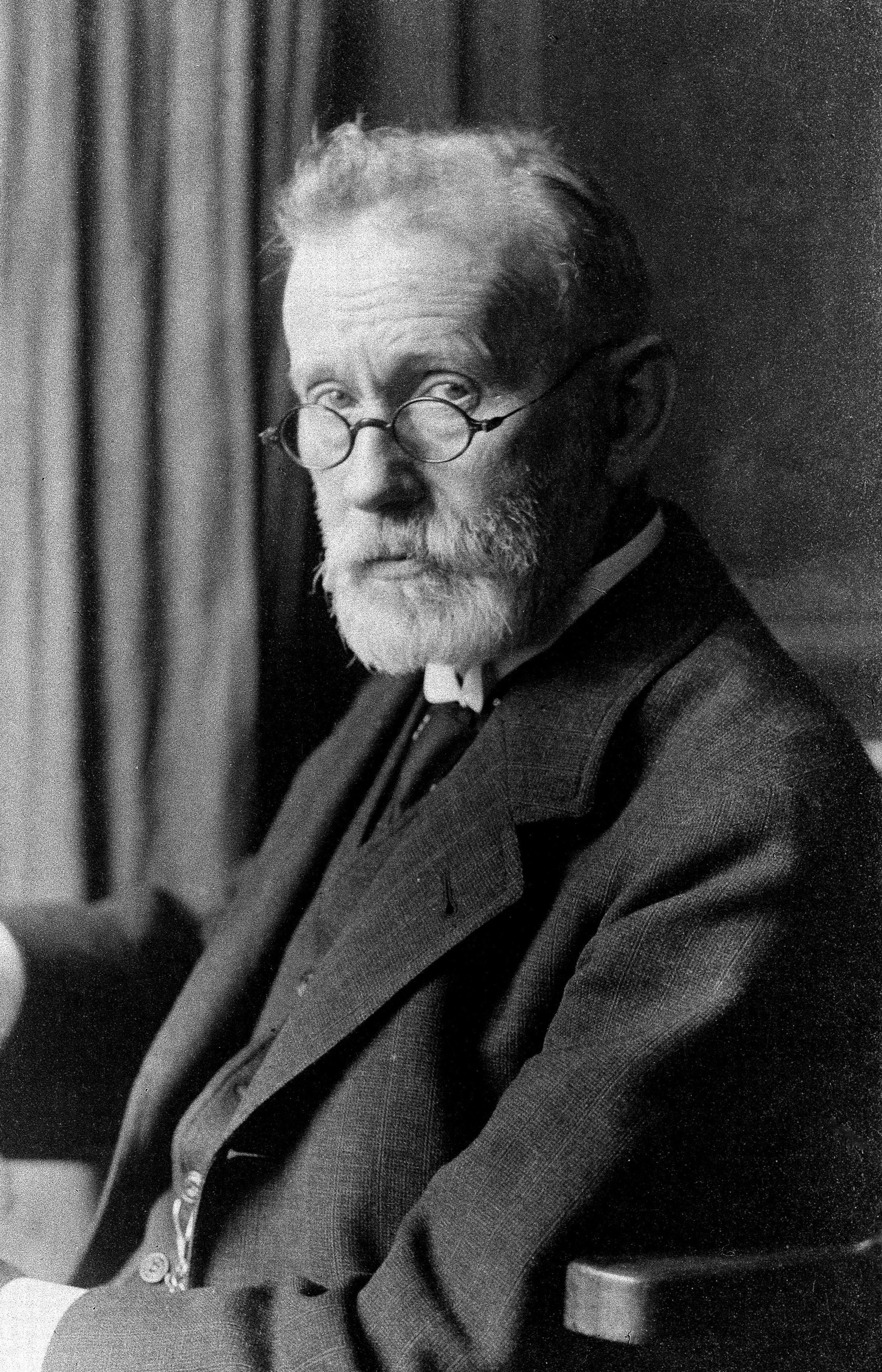
Paul Ehrlich

W 1899 jego instytut został przeniesiony do Frankfurtu nad Menem i przemianowany na (Królewski) Instytut Terapii Doświadczalnej. Max Neisser stał się tam ważnym pracownikiem. W 1904 roku Ehrlich otrzymał pełną honorową profesurę w Getyndze. W tym samym roku został wybrany do Narodowej Akademii Nauk Stanów Zjednoczonych. W 1906 darowizna od Franziski Speyer umożliwiła budowę we Frankfurcie budynku instytutu badawczego Georg-Speyer-Haus, którego dyrektorem został Ehrlich. W 1907 roku otrzymał rzadko przyznawany tytuł Geheimer Obermedizinalrat i nawiązał współpracę z Farbwerke Hoechst, w ramach której ustalono w umowie, że wszystkie odkrycia dokonane przez państwowy instytut zostaną przekazane firmie Farbwerke, która przekaże 30% wszystkich zysków z tego tytułu naukowcom instytutu. W 1908 roku jego praca immunologiczna została uhonorowana Nagrodą Nobla. W Georg-Speyer-Haus opracował wraz z japońskim bakteriologiem Sahachirō Hata w 1909 roku lek „(Ehrlich-Hata) 606” (oficjalnie nazywany „Salwarsan” od listopada 1910 roku) przeciwko kiłom, a tym samym pierwszy lek chemioterapeutyczny. W 1910 roku Ehrlich został zagranicznym członkiem Królewskiej Szwedzkiej Akademii Nauk. W tym samym roku został również członkiem zewnętrznym Royal Society. Od 1905 był członkiem honorowym Royal Society of Edinburgh.
Od 1911 roku aż do śmierci Ehrlich był członkiem senatu nowo utworzonego Towarzystwa Cesarza Wilhelma. W 1911 został odznaczony Liebig-Denkmünze przez Stowarzyszenie Niemieckich Chemików. Ehrlich, dla którego wykłady zawsze były uciążliwe, został mianowany profesorem zwyczajnym farmakologii na nowo powstałym Uniwersytecie we Frankfurcie w 1914 roku. Udało mu się jednak zapobiec włączeniu Georg-Speyer-Haus do uniwersytetu.
Z wyjątkiem Instytutu Pasteura, Ehrlich zawsze dobrze współpracował z zagranicznymi kolegami. Wśród zagranicznych wizytujących uczonych, którzy z nim współpracowali, byli przyszli nobliści Henry Hallett Dale i Paul Karrer. Podczas I wojny światowej Ehrlich podpisał apel propagandowy „Do świata kultury!”.
Paul Ehrlich odrzucił wyniesienie do szlachty, ponieważ nie chciał przejść na chrześcijaństwo.

### Śmierć

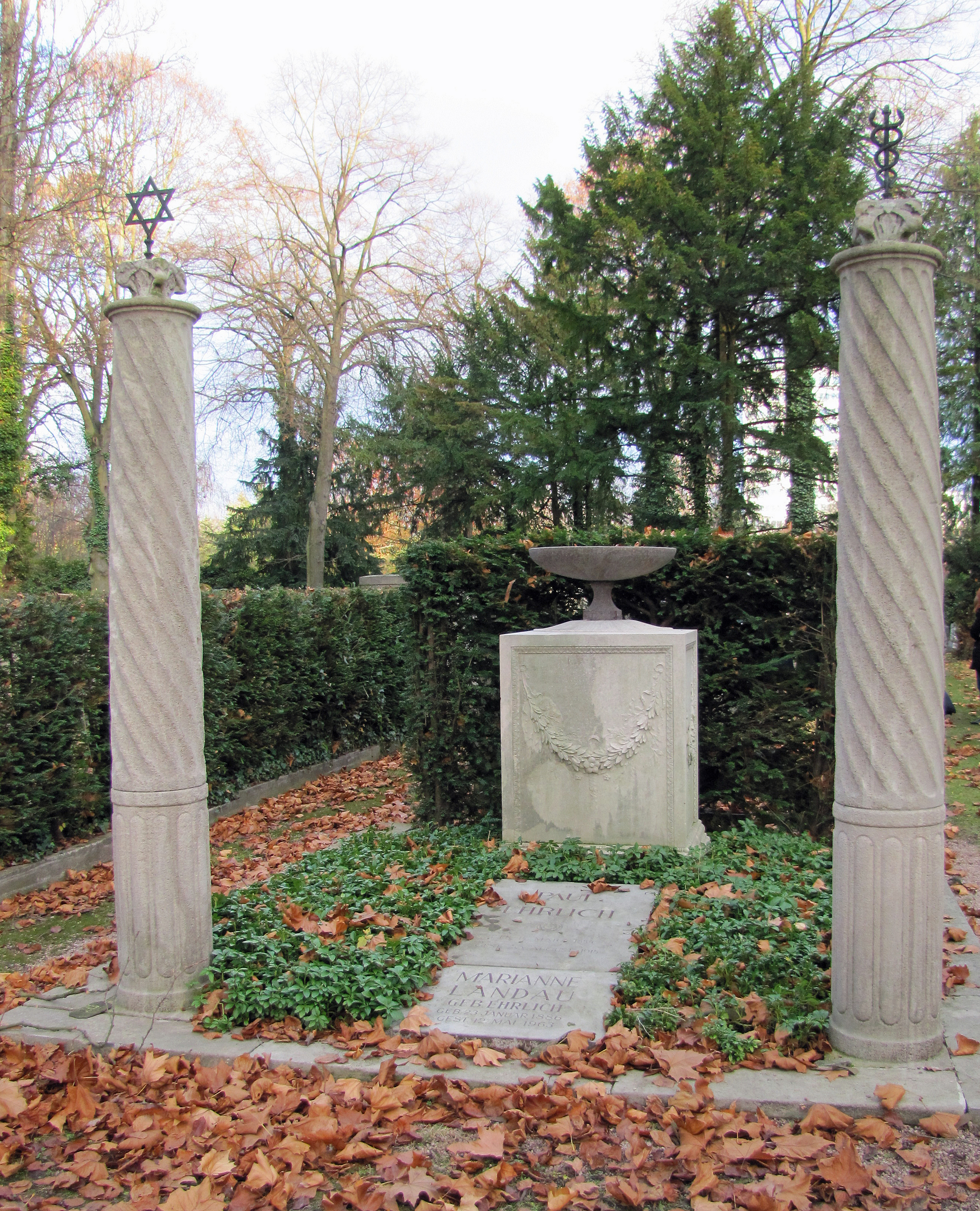
Grób Ehrlicha na cmentarzu żydowskim we Frankfurcie

Ehrlich doznał zawału mięśnia sercowego 17 sierpnia 1915, w wyniku którego zmarł 20 sierpnia. Cesarz Wilhelm II Hohenzollern napisał w swoim telegramie kondolencyjnym: „Ubolewam nad śmiercią tego niezwykle zasłużonego badacza nauk medycznych i cierpienia ludzkości, którego dzieło życia zapewni mu nieśmiertelną sławę i wdzięczność wśród świata i potomności.” Paul Ehrlich został pochowany na cmentarzu żydowskim we Frankfurcie (blok 114 N).

## Praca

### Metody barwienia dla hematologii

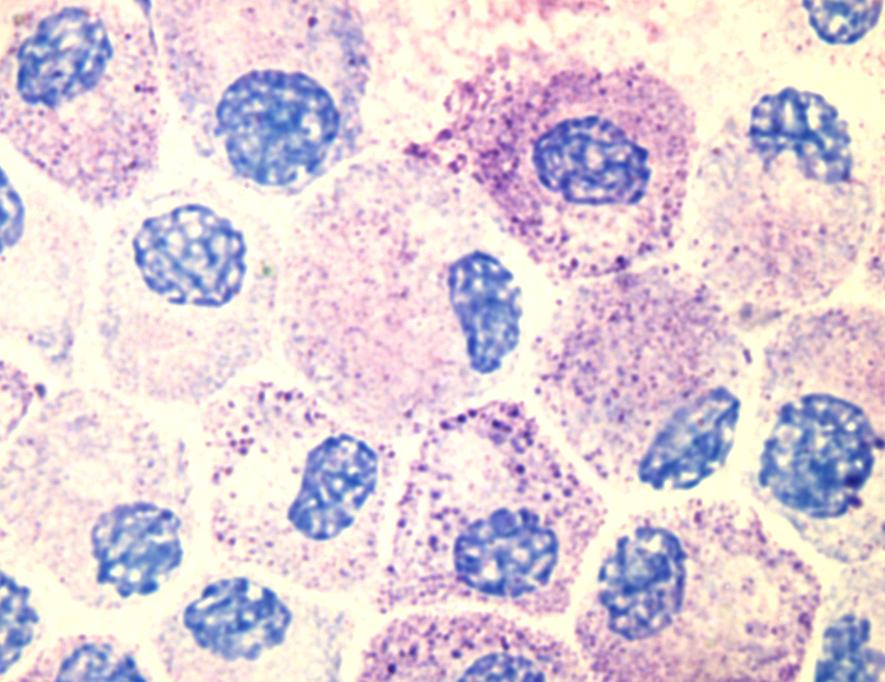
Komórki tuczne w hodowli komórkowej

Kuzyn Ehrlicha Carl Weigert jako pierwszy zabarwił bakterie barwnikami na początku lat 70. XIX wieku i wprowadził barwniki anilinowe do histologii i diagnostyki bakteryjnej. Podczas studiów w Strasburgu pod kierunkiem anatoma Heinricha Wilhelma Waldeyera, Ehrlich nadal zajmował się barwnikami i barwieniem tkanek do badań mikroskopowych. Na ósmy semestr Ehrlich wyjechał do Fryburga Bryzgowijskiego, gdzie zajmował się głównie barwnikiem dalii. Z tego okresu pochodzi jego pierwsza publikacja. W 1878 złożył rozprawę zatytułowaną „Wkład w teorię i praktykę barwienia histologicznego” (Beiträge zur Theorie und Praxis der histologischen Färbung).
Odkrycie nowego typu komórki było jednym z rezultatów rozprawy doktorskiej Ehrlicha. Odkrył on w protoplazmie domniemanych komórek plazmatycznych ziarno, które można było przedstawić za pomocą podstawowych barwników. Uważał, że musi to być stan dobrego odżywiania i nazwał komórki „komórkami tucznymi”. Chemia była nietypowa jak na doktorat: Ehrlich przedstawił całe spektrum ówczesnych technik barwienia i chemii stosowanych barwników.
W czasie pobytu w berlińskim szpitalu Charité Ehrlich rozwinął różnicowanie białych krwinek na podstawie ich różnych ziarnistości. Warunkiem wstępnym była opracowana przez niego technika suchych preparatów. Kropla krwi została umieszczona między dwiema szklanymi płytkami i przez długi czas ogrzewana nad palnikiem Bunsena. W ten sposób komórki krwi zostały utrwalone, ale pozostały barwne. Po raz pierwszy wyznaczył limfocyty w leukocytach. Był w stanie rozróżnić nieziarniste limfocyty, leukocyty jednojądrzaste i wielojądrzaste, granulocyty eozynofilowe i komórki tuczne. Do diagnostyki różnicowej chorób krwi wprowadził zliczanie różnych krwinek.
Ehrlich zajmował się również czerwonymi krwinkami od 1880 roku. Wykazał jądrzaste erytrocyty, zwłaszcza w anemii, którą podzielił na normoblasty, megaloblasty, mikroblasty i poikiloblasty. Znalazł komórki progenitorowe erytrocytów. Ehrlich stworzył podstawy do analizy anemii po tym, jak położył podwaliny pod systematykę białaczki, badając białe krwinki.
Do jego obowiązków w Charité należało badanie próbek krwi i moczu od pacjentów. W 1881 roku Ehrlich opublikował reakcję diazową, nową reakcję testową na mocz, dzięki której można odróżnić różne typy duru brzusznego od prostych chorób biegunkowych. Intensywność odczynu barwnego pozwalała przewidywać przebieg choroby. Zastosowany kolorowy roztwór nazywany jest odczynnikiem Ehrlicha.
Osiągnięciem Ehrlicha, ale i trudnością w jego dalszej karierze było to, że stworzył nowy obszar między chemią, biologią i medycyną. Duża część jego pracy została przyjęta z niezrozumieniem przez lekarzy, ponieważ wymagania chemiczne wykraczały daleko poza ich horyzont.

### Badania surowicy

#### Przyjaźń z Robertem Kochem

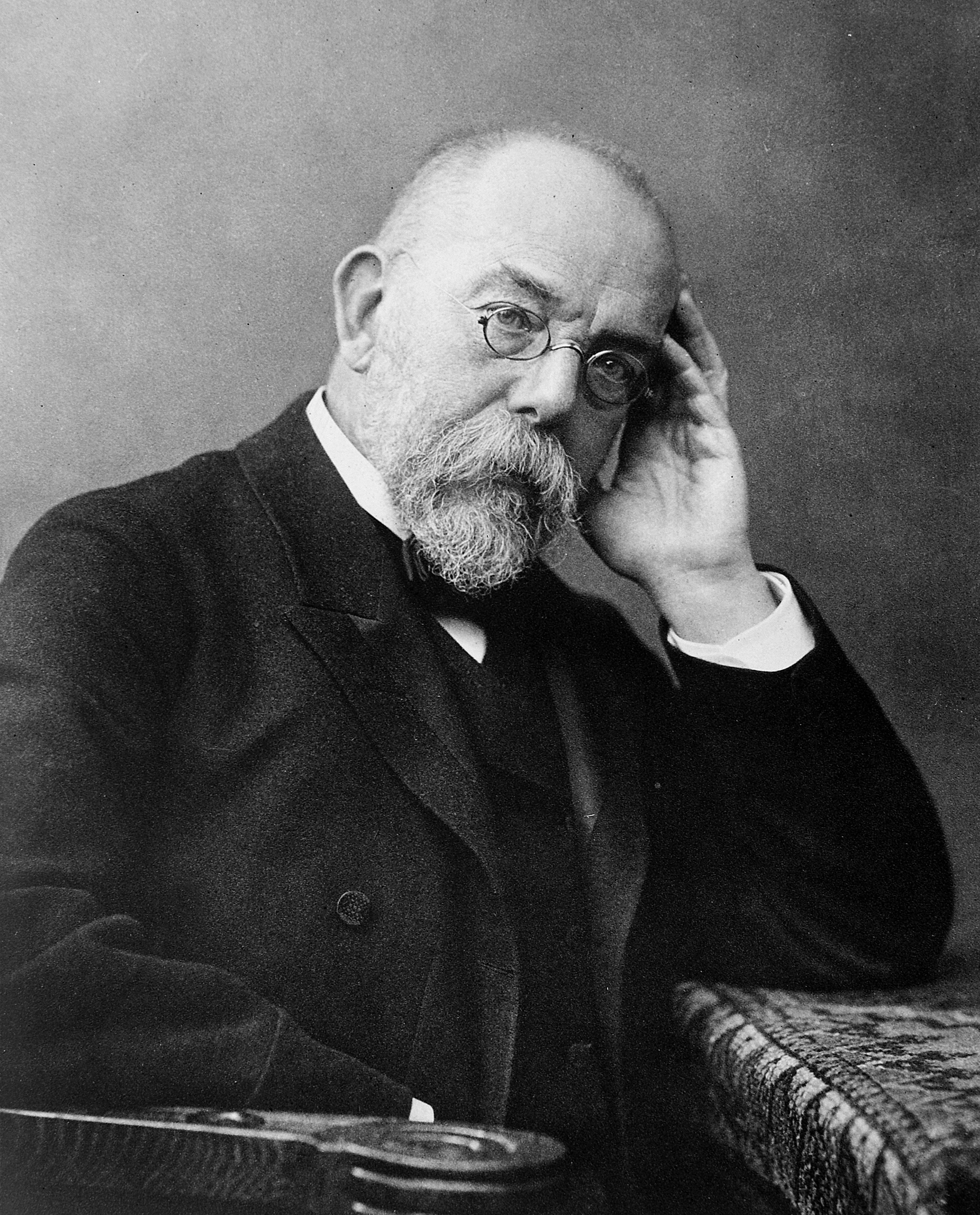
Robert Koch

Patolog Julius Friedrich Cohnheim dał Ehrlichowi możliwość przeprowadzenia szerszych eksperymentów we Wrocławiu. Cohnheim przedstawił go także Robertowi Kochowi, ówczesnemu lekarzowi powiatowemu w Wolsztynie. Koch w wolnym czasie wyjaśnił cykl życiowy patogenu wąglika. Od 30 kwietnia do 2 maja 1876 Koch prezentował we Wrocławiu swoje eksperymenty, których Paul Ehrlich był świadkiem w końcowej fazie studiów.
24 marca 1882 Robert Koch wygłosił w Kaiserliches Gesundheitsamt w Berlinie wykład na temat gruźlicy, w którym opisał, jak zidentyfikował jej patogen. Ehrlich określił później ten wykład jako swoje „największe doświadczenie naukowe”. Już dzień po wykładzie Kocha udoskonalił swoją metodę barwienia, którą Koch bez zastrzeżeń uznał. Od tamtej pory Ehrlich i Koch byli przyjaciółmi.
W 1890 r. Ehrlich przejął na zlecenie Kocha oddział gruźlicy w Szpitalu Miejskim Moabit. Między innymi badano tu domniemany lek Kocha na gruźlicę, tuberkulinę, którą Ehrlich również sobie wstrzyknął. W „skandalu tuberkulinowym” Ehrlich starał się wesprzeć Kocha, podkreślając przede wszystkim wartość tuberkuliny jako narzędzia diagnostycznego. W 1891 roku Robert Koch sprowadził Ehrlicha do nowo powstałego Preußisches Institut für Infektionskrankheiten. Chociaż nie mógł zaoferować mu żadnego wynagrodzenia, Ehrlich miał pełny dostęp do personelu laboratoryjnego, pacjentów, chemikaliów i zwierząt laboratoryjnych, za co był zawsze wdzięczny.

#### Pierwsza praca nad odpornością
Ehrlich rozpoczął swoje pierwsze eksperymenty szczepień w swoim prywatnym laboratorium. Pozwolił myszom przyzwyczaić się do trucizn rycyny i abryny. Po podaniu małych, ale rosnących dawek rycyny odkrył, że myszy stały się „odporne na rycynę”. Ehrlich zinterpretował to jako immunizację i zauważył, że zaczęło się nieregularnie dopiero po kilku dniach, ale było nadal obecne po kilku miesiącach. Myszy odporne na rycynę pozostawały tak samo wrażliwe na abrynę, jak zwierzęta nieleczone.
Następnie przeprowadzono badania dotyczące „dziedziczenia” odporności nabytej. Wiadomo było, że po ospie lub kile, swoista odporność czasami była przenoszona z rodziców na potomstwo. Ehrlich wykluczył dziedziczenie w sensie genetycznym, ponieważ potomstwo samca myszy immunizowanej przeciwko abrinie i nieleczonej samicy nie było uodpornione na abrinę. Ehrlich wywnioskował z tego, że płód był zaopatrywany w przeciwciała przez krwiobieg matki. Świadczył o tym również fakt, że „dziedziczna odporność” ustąpiła po kilku miesiącach. W innym eksperymencie wymienił potomstwo samic myszy leczonych i nieleczonych. Myszy karmione przez leczone myszy stały się odporne na truciznę, dzięki czemu Ehrlich udowodnił, że przeciwciała przenoszone są również z mlekiem matki.

#### Praca z Behringiem nad serum leczącym błonicę
Emil Behring próbował opracować surowice odpornościowe do leczenia błonicy i tężca w Instytucie Chorób Zakaźnych do 1893 roku, ale wyniki były bardzo zróżnicowane. Koch zasugerował następnie, że Behring i Ehrlich powinni ze sobą współpracować. Współpraca była udana, ponieważ Ehrlich szybko odniósł sukces, dzięki swoim doświadczeniom z myszami, w zwiększeniu poziomu uodpornienia zwierząt doświadczalnych w firmie Hoechst AG. Próby kliniczne z leczniczym serum przeciw błonicy zakończyły się sukcesem na początku 1894, a w sierpniu firma Hoechst wprowadziła na rynek „środki przeciw błonicy Behringa wynalezione przez spółkę Behring-Ehrlich”. Behring i Ehrlich pierwotnie zgodzili się na podział zysku (po odjęciu części Farbwerke Hoechst). Kontrakty były kilkakrotnie zmieniane, aż w końcu Ehrlich został zmuszony do przyjęcia udziału w zyskach na poziomie zaledwie 8%. Ehrlich zgodził się po dłuższym wahaniu, ale czuł, że stracił część zysków. Od tego czasu związek Behringa i Ehrlicha został zakłócony, co później nasiliło się wraz z kwestią określenia wartości surowicy tężcowej. Ehrlich przyznał, że zasada terapii surowicami została opracowana przez Behringa i Kitasato. Jednak jego zdaniem był pierwszym, który opracował serum, które można stosować również u ludzi. Jego udział w tworzeniu serum leczącego błonicę uważał za niewystarczająco doceniony. Ze swojej strony Behring promował Ehrlicha w pruskim Ministerstwie Kultury. Ehrlich odmówił współpracy z Behringiem po 1900 roku.

#### Określenie wartości serum
Ponieważ lecznicze serum było zupełnie nowym rodzajem leku, którego jakość mogła się znacznie różnić, zainstalowano system kontroli stanu surowicy. Od 1 kwietnia 1895 roku w Niemczech można było sprzedawać tylko surowicę zatwierdzoną przez państwo. Stacja kontroli surowicy tymczasowo mieściła się w Instytucie Chorób Zakaźnych. Z inicjatywy Friedricha Althoffa w 1896 powstał Instytut Badań Surowic i Testów Surowic, którego dyrektorem został Paul Ehrlich (w tym kontekście musiał rozwiązać wszystkie kontrakty z Farbwerke Hoechst). Na tym stanowisku i jako profesor honorowy na Uniwersytecie Berlińskim zarabiał 6000 marek rocznie, mniej więcej tyle, ile pensja profesora uniwersytetu. Oprócz działu egzaminacyjnego w instytucie znajdował się także dział badawczy.
W celu określenia wartości gojącej się błonicy surowicy niezbędna była trutka błonicza o stałej sile. Ehrlich stwierdził jednak, że użyta trucizna nie była, jak pierwotnie zakładano, na czas nieokreślony. Wyciągnął z tego dwie konsekwencje: standardowo nie użył trucizny, ale serum w proszku opracowane przez Behringa, które rozpuszczono w płynie tylko na krótko przed użyciem. W odniesieniu do tego standardowego serum najpierw określono siłę trucizny. Ta trucizna testowa może następnie służyć jako odniesienie przy testowaniu innych surowic. W przypadku samego testu trucizna i surowica zostały wcześniej zmieszane w taki sposób, że ich działanie znosiło się po wstrzyknięciu do świnki morskiej. Jednak interpretacja, czy objawy choroby są nieobecne, co pozostawia wiele swobody. Ehrlich następnie wyznaczył wynik eksperymentu jako cel, żeby doprowadzić zwierzę doświadczalne do śmierci. Mieszankę należało sporządzić tak, aby badane zwierzę zdechło po czterech dniach. Jeśli umarł wcześniej, serum było zbyt słabe i zostało odrzucone. Ehrlich twierdził, że oznaczanie wartości surowicy jest równie wiarygodne jak miareczkowanie chemiczne.
Burmistrz Frankfurtu Franz Adickes próbował skłonić instytucje naukowe do przeniesienia się do Frankfurtu w zamiarze utworzenia uniwersytetu. W 1899 instytut przeniósł się do Frankfurtu, gdzie został zainaugurowany jako „Królewski Pruski Instytut Terapii Doświadczalnej”. Niemiecka metoda testowa została przyjęta przez państwowe instytuty surowicy na całym świecie, które również otrzymały surowicę standardową z Frankfurtu. Po serum leczącym błonicę opracowano surowicę przeciwtężcową oraz różne surowice bakteriobójcze, szczególnie dla weterynarii. Zostały również sprawdzone w Instytucie, podobnie jak tuberkulina, a później aktywne szczepionki. Najważniejszym pracownikiem Ehrlicha był Julius Morgenroth.

#### Teoria łańcucha bocznego

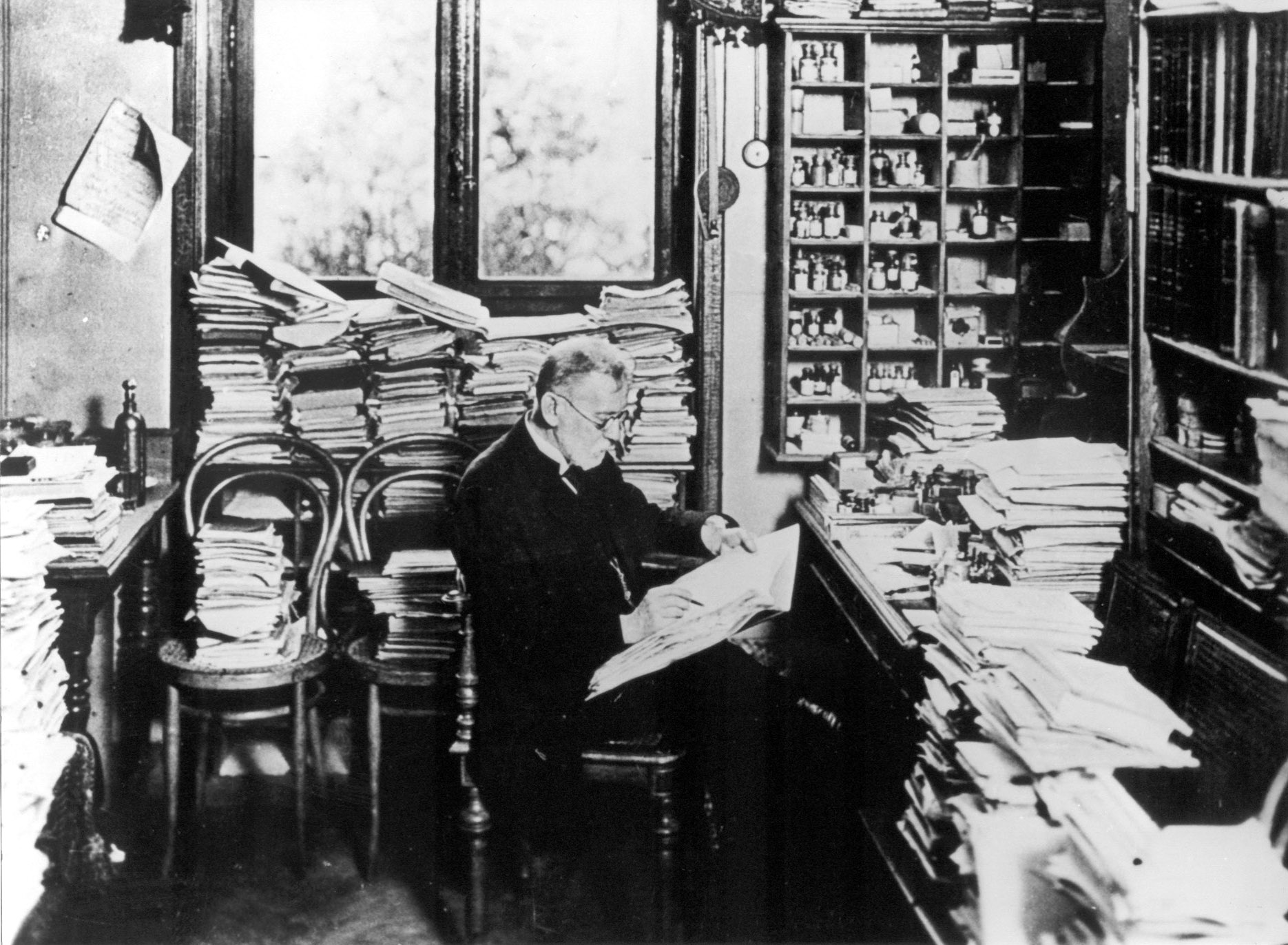
Paul Ehrlich w swoim gabinecie w Georg-Speyer-Haus we Frankfurcie (1910)

Praca ta zainspirowała Ehrlicha do rozwinięcia jego słynnej teorii „łańcucha bocznego” w 1897 roku. Zrozumiał, że reakcja pomiędzy trucizną a aktywnymi składnikami serum, podobnie jak działanie samej trucizny, była reakcją chemiczną. Efekt trucizny wyjaśnił na przykładzie trucizny tężcowej. Protoplazma komórek zawiera specjalne „łańcuchy boczne” (makrocząsteczki), z którymi wiąże się trucizna, a tym samym zaburza ich funkcję. Jeśli organizm przeżyje toksyczne skutki, zablokowane łańcuchy boczne są zastępowane nowymi. Tę regenerację można wytrenować, co wyjaśnia zjawisko immunizacji. Jeśli występuje nadmiar, łańcuchy boczne mogą również zostać uwolnione do krwi jako przeciwciała. W następnych latach Ehrlich rozszerzył swoją teorię łańcuchów bocznych o koncepcję („amboceptory”, receptory pierwszego, drugiego, trzeciego rzędu itd.).
Pomiędzy antygenem a przeciwciałem zaadaptował inną cząsteczkę odpornościową, którą nazwał „dodatkiem” lub „dopełniaczem”. Według jego rozumienia łańcuch boczny miał co najmniej dwie grupy funkcyjne. W 1903 roku Ehrlich otrzymał najwyższą nagrodę naukową w Prusach „Wielki Złoty Medal dla Nauki”. Za teoretyczne podstawy immunologii i za pracę nad standaryzacją określania wartości Ehrlich otrzymał w 1908 roku wraz z Ilją Miecznikowem Nagrodę Nobla w dziedzinie fizjologii lub medycyny. Miecznikow, który badał komórkową gałąź odporności (fagocytozę) w Instytucie Pasteura, wcześniej krytykował Ehrlicha.

### Badania nowotworowe
W 1901 Pruskie Ministerstwo Finansów skarżyło się, że Ehrlich przekroczył swój budżet i jego dochody zostały obcięte. W tej sytuacji Althoff skontaktował go z Georgiem Speyerem, współwłaścicielem domu bankowego Lazard Speyer-Ellissen. Nowotwór cesarzowej Wiktorii Koburg wywołał sensację, po której zamożni mieszkańcy Frankfurtu zbierali się na badania nad rakiem. Ehrlich został osobiście upoważniony przez cesarza Wilhelma II do poświęcenia całej swojej energii badaniom nad rakiem. Przy Instytucie Terapii Doświadczalnej utworzono wydział badań nad rakiem, w którym zatrudniony był Gustav Embden i inni. Ehrlich dał jednak jasno do zrozumienia swoim sponsorom, że badania nad rakiem początkowo oznaczały podstawowe badania i że nie należy spodziewać się szybkiego wyleczenia.
Jednym z wyników osiągniętych przez niego i jego współpracowników była obserwacja, że w miarę rozprzestrzeniania się guzów w wyniku przeszczepu, złośliwość komórek nowotworowych wzrastała z pokolenia na pokolenie. Jeśli usunięto guz pierwotny, przerzuty rozwijały się szybko. Ehrlich przeniósł metody bakteriologiczne na badania nad rakiem. Analogicznie do szczepień próbował wytworzyć odporność na raka, wstrzykując osłabione komórki rakowe. W badaniach nad rakiem, jak również w badaniach chemioterapeutycznych (patrz następny rozdział) wprowadził metody badań na dużą skalę.

### Chemoterapia

#### Barwniki
Monografia Ehrlicha Das Sauerstoff-Bedürfniss des Organismus ukazała się w 1885 roku. Wraz z nią Ehrlich wprowadził nową technikę barwienia. Jednym z jego wyników było to, że barwniki są łatwo wchłaniane przez żywy organizm tylko w postaci ziarnistej. Wstrzykiwał barwniki błękit alizarynowy i błękit indofenolowy badanym zwierzętom i obserwował po ich śmierci, że barwiły one różne narządy w różnym stopniu. W narządach z wysokim nasyceniem tlenem błękit indofenolowy był zatrzymywany, w grupie środkowej błękit indofenolowy, ale nie błękit alizarynowy był obniżony. Pojawiła się strefa niskiego nasycenia tlenem, w której oba barwniki zostały zredukowane. W tej pracy Ehrlich sformułował również swoje wiodące w badaniach przekonanie, że wszystkie procesy życiowe można prześledzić wstecz do procesów chemiczno-fizycznych zachodzących w komórce.

#### Błękit metylenowy

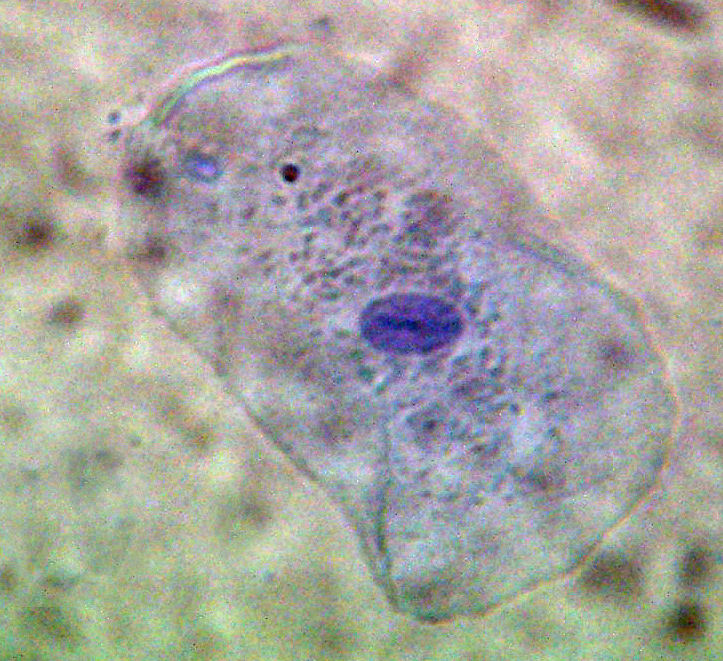
Barwienie błękitem metylenowym: komórki błony śluzowej jamy ustnej człowieka

Ehrlich interesował się błękitem metylenowym, który badał zarówno jako substancję do barwienia bakterii (o jego przydatności może świadczyć fakt, że Robert Koch użył go później do badań nad gruźlicą), jak i lek. Zauważył, że aksony komórek nerwowych ulegały zabarwieniu tym związkiem. Chociaż zainicjował pracę doktorską na ten temat, zrezygnował z kontynuowania tych badań. Jednak, zgodnie z oceną Ludwiga Edingera, otworzył on szerokie pole badań dla neurologii.
W okresie po połowie 1889, kiedy Ehrlich nie miał zatrudnienia, kontynuował prywatnie badania nad błękitem metylenowym. Jego praca nad barwieniem naprowadziła go na pomysł wykorzystania go w celach terapeutycznych. Ponieważ plazmodia – wśród nich patogeny malarii – może być zabarwiona błękitem metylenowym, postawił hipotezę, że można go również stosować do leczenia malarii. U dwóch pacjentów w Moabit City Hospital gorączka faktycznie ustąpiła, a plazmodia zniknęły z krwi.

#### Poszukiwanie „specyficznej chemoterapii”

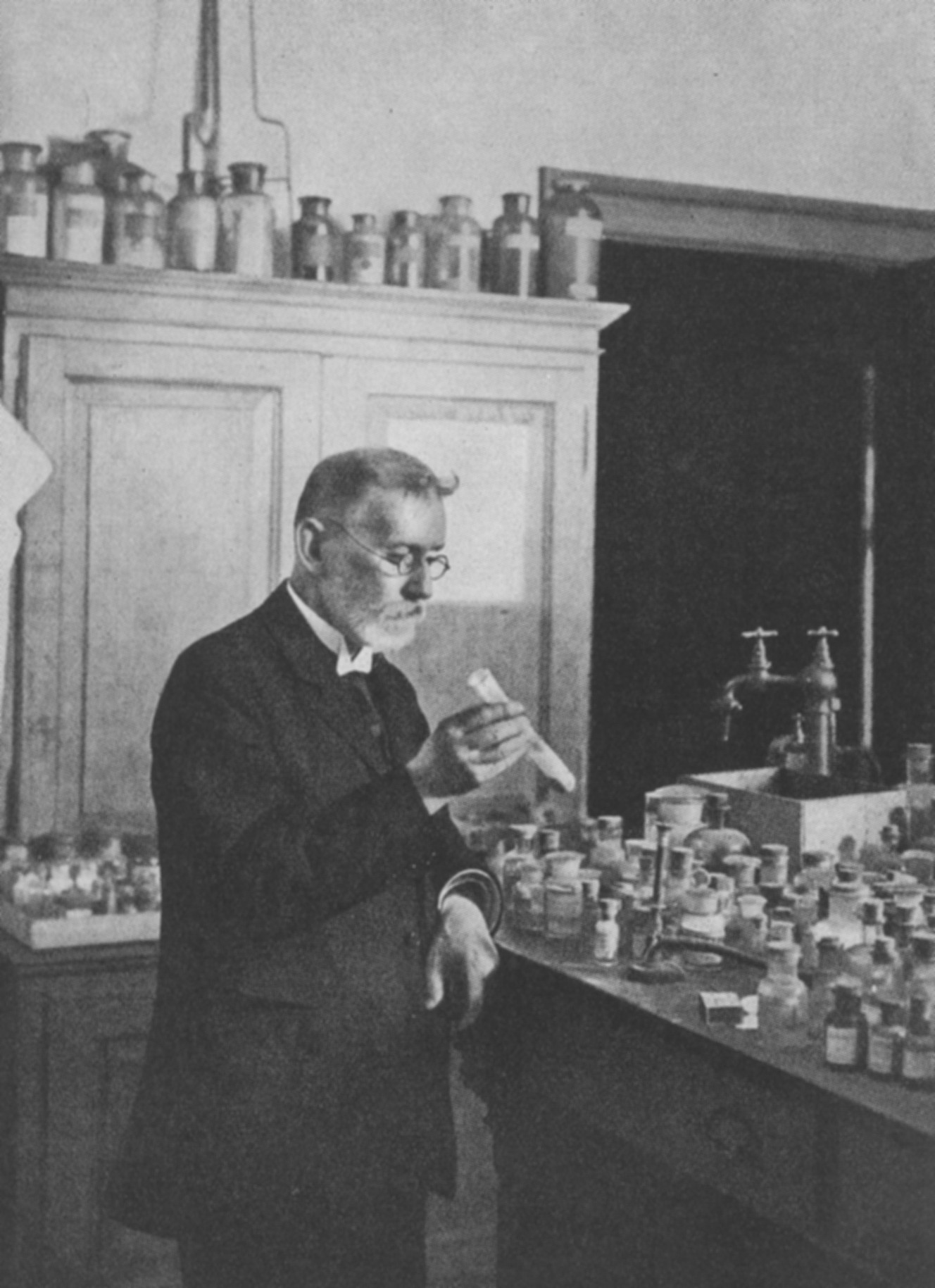
Paul Ehrlich w swoim laboratorium (1910)

Ehrlich wznowił prace nad błękitem metylenowym, zanim Instytut Terapii Doświadczalnej przeniósł się do Frankfurtu. Po śmierci Georga Speyera wdowa po nim Franziska Speyer chciała zachować w pamięci swojego męża. Podarowała Georg-Speyer-Haus, który został zbudowany w 1906 roku tuż obok Instytutu Terapii Doświadczalnej. Jako dyrektor Ehrlich przeniósł tu swoje badania chemioterapeutyczne. Szukał substancji, która działałaby równie dobrze jak błękit metylenowy, ale nie miała żadnych skutków ubocznych. Jego wzorem do naśladowania było z jednej strony działanie chininy na malarię, z drugiej strony uważał, że analogicznie do terapii surowicowej, muszą istnieć również leki chemiczne, które są równie specyficzne dla poszczególnych chorób. Jego celem było „Therapia sterilisans magna”, czyli zabicie wszystkich patogenów za pomocą jednej terapii. Opisał idealne lekarstwo jako magiczną kulę.
Ehrlich jako pierwszy prowadził systematyczne badanie przesiewowe związków chemicznych w celu odkrycia ich właściwości terapeutycznych, które jest nadal praktykowane w dzisiejszym przemyśle farmaceutycznym. Ważnym członkiem jego zespołu w trakcie tych badań był chemik Alfred Bertheim. Ehrlicha jako model wykorzystał pasożytniczą chorobę powodowaną przez świdrowca u świnek morskich, na której testował różne substancje chemiczne. Pozytywny wynik uzyskał dla czerwieni trypanowej, która skutecznie niszczyła pasożyty. Od 1906 roku Ehrlich intensywnie badał kwas arsanilowy, arsenoorganiczny ziwiązek chemiczny, który pod nazwą Atoxyl, był testowany jako lek przeciwmalaryczny. Wraz z innymi testowanymi preparatami opartymi na arsenie przekazał go Robertowi Kochowi, który w latach 1906/1907 odbył wyprawę medyczną do Afryki. Stwierdzono, że wbrew znaczeniu nazwy Atoxyl („nietoksyczny”), związek powoduje poważne efekty uboczne, m.in. uszkadza nerw wzrokowy.

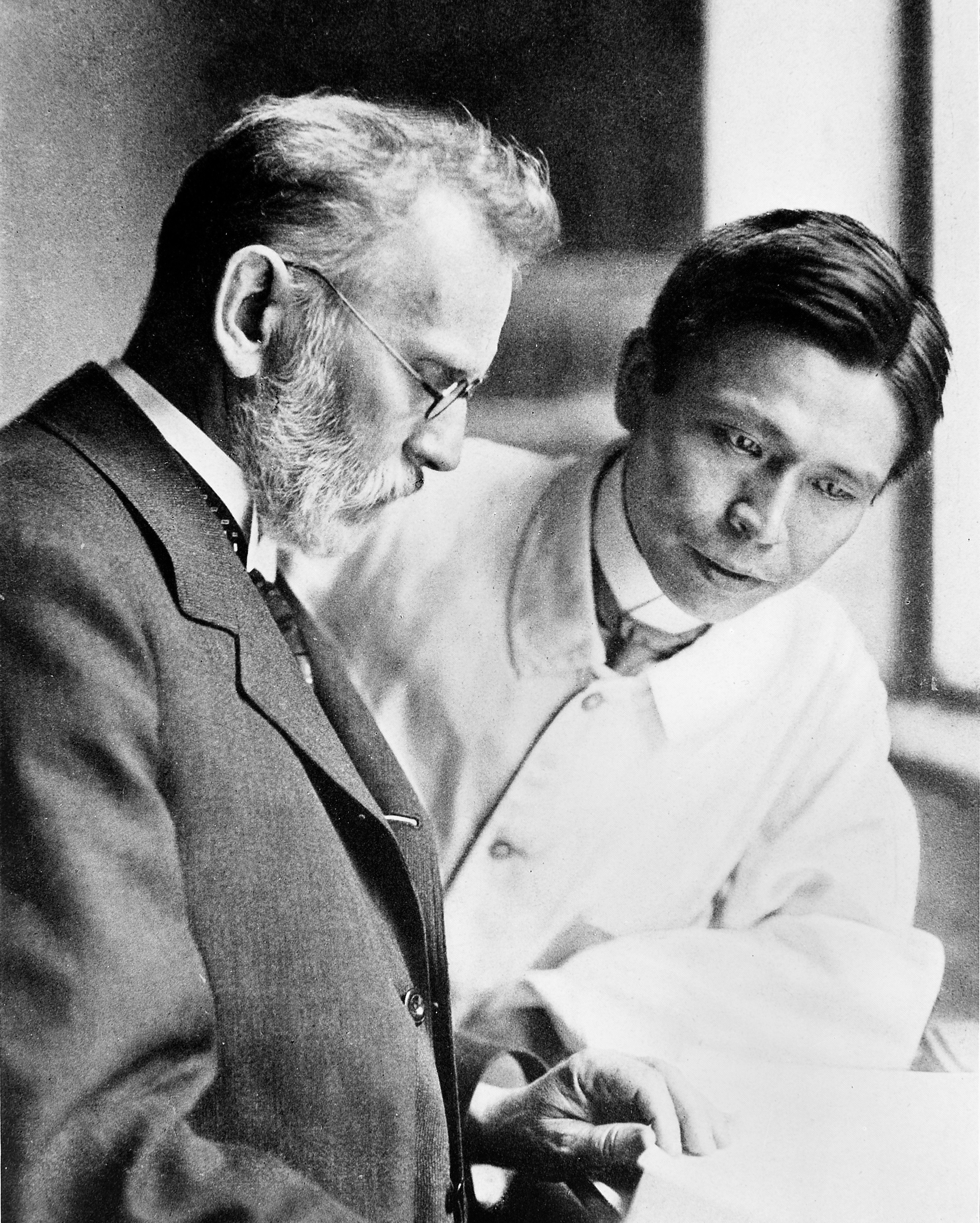
Paul Ehrlich i Sahachirō Hata

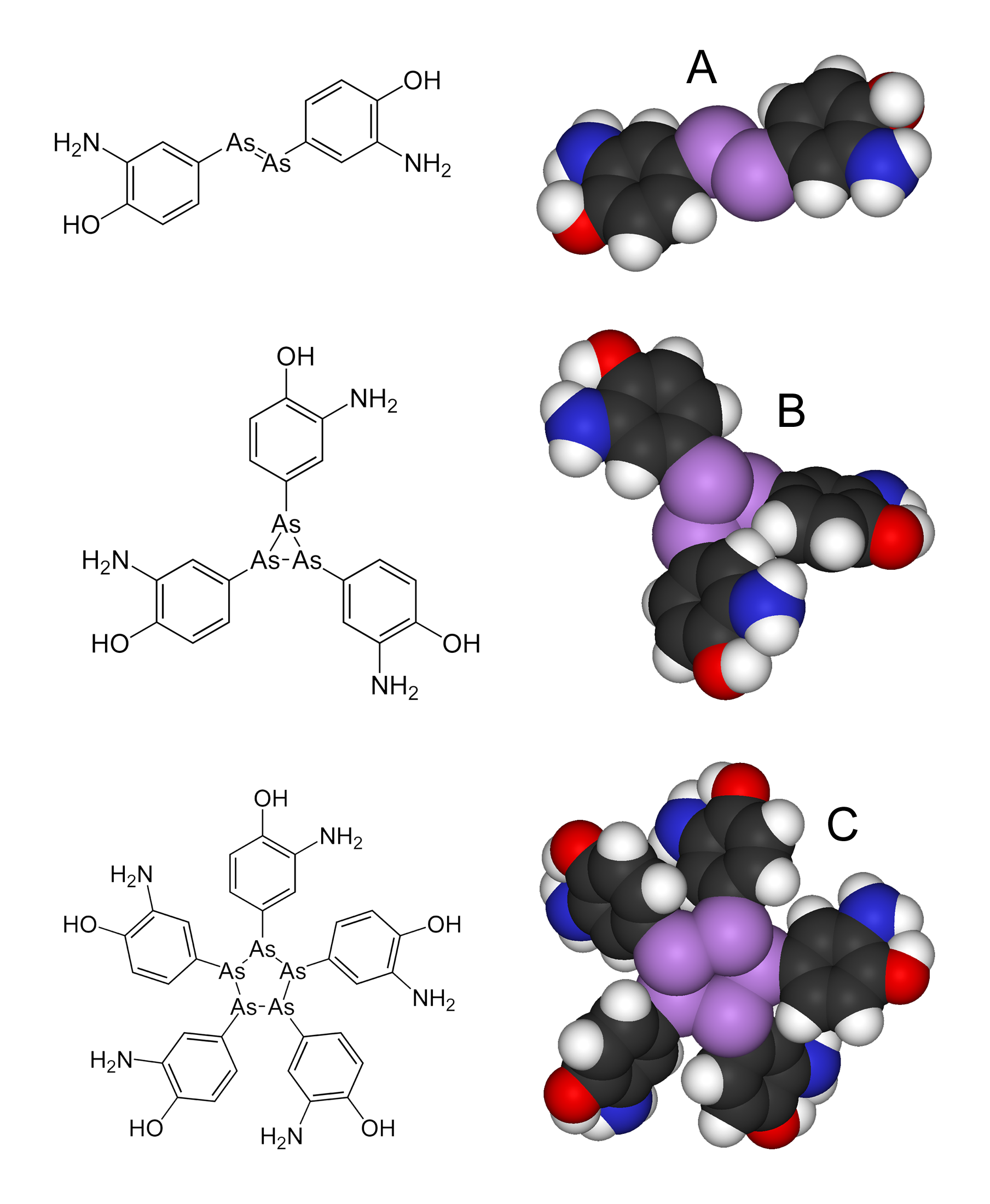
Budowa arsfenaminy. A – dimer, struktura postulowana dawniej; w rzeczywistości preparat jest mieszaniną trimeru B i tetrameru C

31 sierpnia 1909 Ehrlich i jego współpracownik Sahachirō Hata ustalili, że „preparat 606”, arsfenamina, był skuteczny przeciwko (krętkom), do których należy bakteria wywołująca kiłę. Erlich sądził, że związek ten ma budowę dimeryczną, co było zgodne z jego teorią łąńcucha bocznego. W rzeczywistości okazało się, że jest to mieszanina tri- i tetrameru. Po testach na królikach, we współpracy z firmą Hoechst, rozpoczęto produkcję ampułek przedseryjnych do badań klinicznych u ludzi. W badaniach na ludziach preparat miał niewiele skutków ubocznych. Krętki zniknęły u siedmiu pacjentów z kiłą. Po szeroko zakrojonym badaniu klinicznym – wszyscy zaangażowani odnieśli pozytywne efekty zastosowania tuberkuliny – firma Hoechst wprowadziła preparat na rynek pod koniec 1910 roku pod nazwą „Salwarsan”.
Był to pierwszy, oparty na rozważaniach teoretycznych, systematycznie opracowywany i specyficznie działający środek leczniczy, jaki kiedykolwiek powstał. „Salwarsan” nadal był niezadowalający pod względem skutków ubocznych i rozpuszczalności, dlatego w 1911 został zastąpiony przez „Neosalwarsan”.
Wywołał tak zwaną „wojnę salwarsanową”. Był krytykowany jako środek, który może doprowadzić do rozprzężnia moralnego. Ponadto Ehrlichowi zarzucano, z wyraźnie antysemickimi tonami, że zbytnio się na nim wzbogacił. Ponieważ podczas badań klinicznych doszło do zgonów, został nawet oskarżony o „chodzenie po trupach”. Z drugiej strony, osoby wskazujące na zbyt niską skuteczność preparatu, były etykietowane jako antysemici.

## Upamiętnienie

### Film
Na podstawie życia Ehrlicha w 1940 powstał amerykański film fabularny Eksperyment doktora Ehrlicha (oryginalny tytuł: Dr. Ehrlich’s Magic Bullet) w reżyserii Williama Dieterle’a. Film był nominowany do Oscara za najlepszy scenariusz oryginalny. Rolę Paula Ehrlicha zagrał Edward G. Robinson. Dystrybucją filmu zajęło się Warner Bros.

### Znaczki pocztowe i banknoty
Z okazji 100. rocznicy urodzin Ehrlicha w 1954 Deutsche Bundespost wydała pamiątkowy znaczek przedstawiający Ehrlicha i Emila von Behringa, który był zaledwie o dzień młodszy. Znaczek o tej samej tematyce został również wydany w 2004 roku. Podobizna Ehrlicha widniała na dwustumarkowym banknocie.

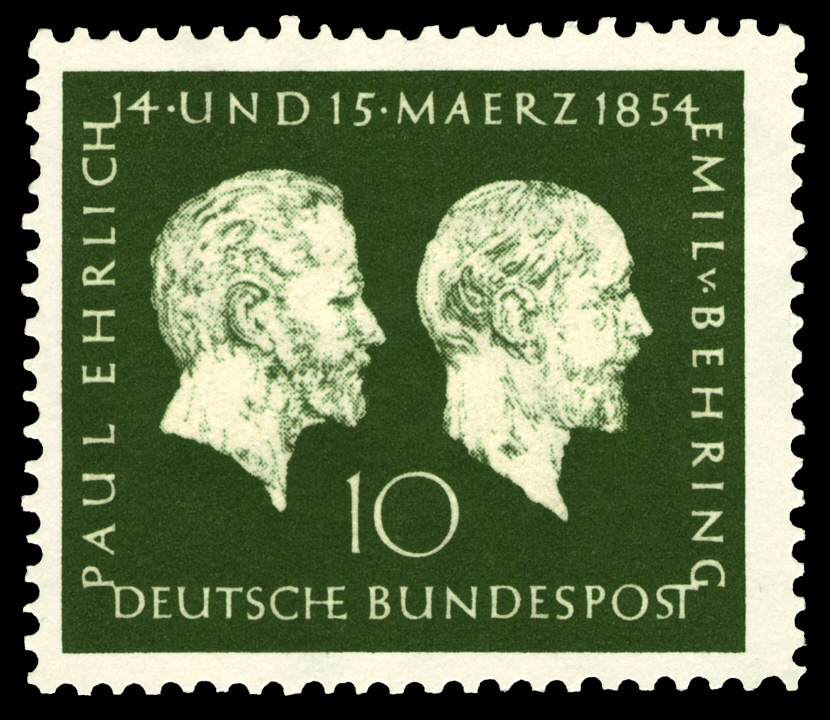
Znaczek pocztowy zachodnioniemiecki na 100. urodziny Paula Ehrlicha i Emila von Behringa (1954)
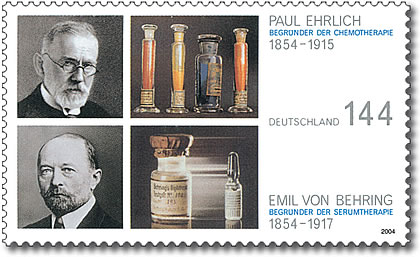
Niemiecki znaczek pocztowy na 150. urodziny Ehrlicha i von Behringa (2004)
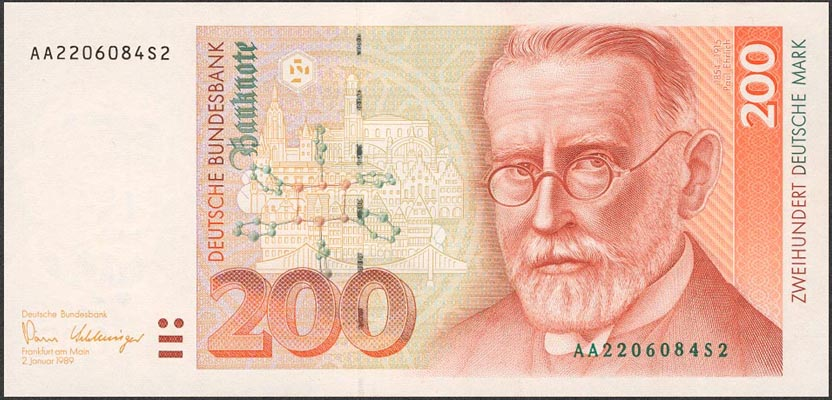
Banknot dwustumarkowy z podobizną Ehrlicha

### Patronat
Już w 1910 roku – jeszcze za życia Ehrlicha – jego imieniem nazwano ulicę we Frankfurcie. W okresie III Rzeszy osiągnięcia Paula Ehrlicha były utrzymywane w tajemnicy, a Emil von Behring stylizowany był na ideał aryjskiego naukowca. Żona i córki Ehrlicha trafiły na emigrację. W 1938 nazwa ulica Paula Ehrlicha została zmieniona przez nazistów na ulicę Ludwiga Rehna, a krótko po zakończeniu II wojny światowej jej patronem ponownie został Ehrlich. Obecnie ulica Ehrlicha i ulica Rehna znajdują się obok siebie. Imię Ehrlicha noszą dziś również ulice w Berlinie, Hamburgu, Fryburgu Bryzgowijskim, Lubece, Kaiserslautern, Karlsruhe, Bad Homburg, Bad Nauheim, Monachium, Leimen, Bergheim i Wiedniu. Wiele szkół, aptek i przychodni również nosi jego imię.

### Inne
Niemieckie Federalne Biuro ds. Surowic i Szczepionek (od 2009 roku Federalny Instytut Szczepionek i Leków Biomedycznych) w Langen otrzymało na jego cześć nazwę Instytut im. Paula Ehrlicha. Nagroda im. Paula Ehrlicha i Ludwiga Darmstaedtera przyznawana przez Fundację Paula Ehrlicha jest najbardziej prestiżową i we wczesnej Republice Federalnej Niemiec najcenniejszą nagrodą w dziedzinie nauk medycznych w dziedzinie badań biomedycznych. Nazwisko Paula Ehrlicha nosi również Towarzystwo Chemioterapii Paula Ehrlicha e. V. (PEG) we Frankfurcie nad Menem, Klinika Paula Ehrlicha w Bad Homburg i nagroda ADL Human Rights Prize.
W 1970 roku krater księżycowy został nazwany jego imieniem. UK Antarctic Place-Names Committee nazwał Mount Aciar na Antarktydzie jego imieniem, ale pierwotna nazwa została zachowana. W 2004 jego imieniem została nazwana planetoida (65708) Ehrlich.
W 2016 roku Benjamin Franklin / Goethe-Contest, który od 1998 roku odbywał się na Uniwersytecie Medycznym w Berlinie oraz na Wydziale Lekarskim Uniwersytetu we Frankfurcie, został przemianowany na Paul Ehrlich Contest.
W Strzelinie, miejscowości narodzin Paula Erlicha, stoi jego popiersie odsłonięte w centrum miasta przy ul. Bolka I Świdnickiego 1 maja 2004 roku, w dniu przystąpienia Polski do Unii Europejskiej.